# Parti ouvrier d'unité socialiste
«  POUS » redirige ici. Pour les autres significations, voir Pous.
Le Parti ouvrier d’unité socialiste est un petit parti politique portugais se réclamant du trotskisme. Il fut fondé en 1976 après le départ de certains militants du Parti socialiste portugais. Ce parti est membre de la Quatrième Internationale reproclamée par Pierre Boussel, dit Lambert, en 1993.

## Résultats électoraux
- Élections législatives portugaises de 1979 : 12 713 voix (0,21 %)
- Élections législatives portugaises de 1980 (allié au PST) : 83 095 voix (1,38 %)
- Élections législatives portugaises de 1983 : 19 675 voix (0,34 %)
- Élections législatives portugaises de 1985 : 19 085 voix (0,33 %)
- Élections législatives portugaises de 1987 : 9 185 voix (0,16 %)
- Élections européennes de 1989 : 11 182 voix (0,27 %)
- Élections européennes de 1994 (sous le sigle MUT) : 2 893 voix (0,10 %)
- Élections législatives portugaises de 1995 (sous le sigle MUT) : 2 544 voix (0,04 %)
- Élections européennes de 1999 : 5 565 voix (0,16 %)
- Élections législatives portugaises de 1999 : 4 104 voix (0,08 %)
- Élections législatives portugaises de 2002 : 4 316 voix (0,08 %)
- Élections européennes de 2004 : 4 275 voix (0,13 %)
- Élections législatives portugaises de 2005 : 5 535 voix (0,10 %)
- Élections européennes de 2009 : 5 177 voix (0,15 %)
- Élections législatives portugaises de 2009 : 4 320 voix (0,08 %)

(source: Commission Nationale des Élections) 